# Công thức De Moivre
Trong toán học, công thức de Moivre (hay định thức de Moivre, đẳng thức de Moivre, tiếng Anh: de Moivre's formula) phát biểu rằng với mọi số thực x và số nguyên n, đẳng thức sau luôn xảy ra, với i là đơn vị ảo (i2 = −1):
{\displaystyle {\big (}\cos x+i\sin x{\big )}^{n}=\cos nx+i\sin nx}
Công thức được đặt theo tên của nhà toán học Abraham de Moivre, mặc dù ông chưa bao giờ đề cập nó trong các tác phẩm của mình. Công thức này có giá trị chủ yếu ở việc liên kết các số phức với công thức lượng giác. Bằng việc khai triển biểu thức ở vế trái sau đó sử dụng điều kiện để hai số phức bằng nhau, công thức de Moivre có thể được sử dụng để khai triển cos nx và sin nx dưới dạng đơn giản hơn là đa thức của cos x và sin x.
Như nội dung của công thức, đẳng thức này không được áp dụng hoàn toàn cho trường hợp n không phải là số nguyên.

## Ví dụ
Với {\displaystyle x=30^{\circ }} và {\displaystyle n=2}, công thức de Moivre có thể được áp dụng như sau:{\displaystyle \left(\cos(30^{\circ })+i\sin(30^{\circ })\right)^{2}=\cos(2\cdot 30^{\circ })+i\sin(2\cdot 30^{\circ }),}hoặc tương đương với{\displaystyle \left({\frac {\sqrt {3}}{2}}+{\frac {i}{2}}\right)^{2}={\frac {1}{2}}+{\frac {i{\sqrt {3}}}{2}}.}Trong ví dụ này, có thể kiểm tra được đẳng thức có đúng hay không bằng cách khai triển phép bình phương ở vế trái.

## Mối quan hệ với công thức Euler
Công thức de Moivre là hệ quả cho công thức Euler - công thức thiết lập mối quan hệ giữa các hàm lượng giác và hàm mũ với số mũ phức:
{\displaystyle e^{ix}=\cos x+i\sin x,}
Sử dụng tính chất của phép lũy thừa, có thể sử dụng công thức Euler để suy ra công thức de Moivre, bằng cách viết như sau:
{\displaystyle \left(e^{ix}\right)^{n}=e^{inx},}
sử dụng công thức Euler cho vế trái, vế trái tương đương với {\displaystyle \left(\cos x+i\sin x\right)^{n}}, vế phải sẽ tương đương với:
{\displaystyle e^{inx}=\cos nx+i\sin nx.}

## Chứng minh bằng quy nạp
Công thức de Moivre có thể được chứng minh bằng cách sử dụng phép quy nạp cho các số tự nhiên, từ đó mở rộng ra các số nguyên. Với số nguyên n cho trước, gọi mệnh đề sau đây là S(n):
{\displaystyle (\cos x+i\sin x)^{n}=\cos nx+i\sin nx.}
Với n > 0, phép quy nạp toán học bắt đầu từ đây. S(1) là một mệnh đề đúng, từ đó giả sử S(k) là mệnh đề đúng với số k nguyên nào đó, điều này tương đương với:
{\displaystyle \left(\cos x+i\sin x\right)^{k}=\cos kx+i\sin kx.}
Xét mệnh đề S(k + 1):
{\displaystyle {\begin{alignedat}{2}\left(\cos x+i\sin x\right)^{k+1}&=\left(\cos x+i\sin x\right)^{k}\left(\cos x+i\sin x\right)\\&=\left(\cos kx+i\sin kx\right)\left(\cos x+i\sin x\right)&&\qquad {\text{do S(k) là mệnh đề đúng}}\\&=\cos kx\cos x-\sin kx\sin x+i\left(\cos kx\sin x+\sin kx\cos x\right)\\&=\cos((k+1)x)+i\sin((k+1)x)&&\qquad {\text{sử dụng công thức lượng giác}}\end{alignedat}}}
Từ đó dẫn tới khi S(k) đúng, S(k + 1) cũng đúng, từ đó theo phép quy nạp toán học, công thức này đúng với mọi số tự nhiên. S(0) cũng là mệnh đề đúng do cos(0x) + i sin(0x) = 1 + 0i = 1. Với các số nguyên âm. xét một số nguyên âm −n là số đối của n, khi đó:
{\displaystyle {\begin{aligned}\left(\cos x+i\sin x\right)^{-n}&={\big (}\left(\cos x+i\sin x\right)^{n}{\big )}^{-1}\\&=\left(\cos nx+i\sin nx\right)^{-1}\\&=\cos(-nx)+i\sin(-nx).\qquad (*)\\\end{aligned}}}
phương trình (*) là một phương trình đúng nhờ có tính chất:
{\displaystyle z^{-1}={\frac {\bar {z}}{|z|^{2}}},} ở đó z = cos nx + i sin nx.
Từ đó, S(n) đúng với mọi số nguyên n

## Công thức hạ bậc của sin và cosin
Để hai số phức có thể bằng nhau, phần thực và phần ảo của chúng đều phải đôi một bằng nhau. Nếu như x, hay cos x và sin x đều là những số thực, khi đó chúng đều có thể được sử dụng để thiết lập mối quan hệ bằng nhau bằng việc sử dụng định lý nhị thức. Công thức này được phát biểu lần đầu tiên vào thế kỷ thứ 16 bởi nhà toán học người Pháp François Viète:
{\displaystyle {\begin{aligned}\sin nx&=\sum _{k=0}^{n}{\binom {n}{k}}(\cos x)^{k}\,(\sin x)^{n-k}\,\sin {\frac {(n-k)\pi }{2}}\\\cos nx&=\sum _{k=0}^{n}{\binom {n}{k}}(\cos x)^{k}\,(\sin x)^{n-k}\,\cos {\frac {(n-k)\pi }{2}}.\end{aligned}}}
Ở vế phải của cả hai đồng nhất thức, hệ số tự do hoặc là 1, -1 hay 0. Hai đồng nhất thức này đúng kể cả khi x là một số phức. Dưới đây là hai ví dụ cho trường hợp n = 2 và n = 3:
{\displaystyle {\begin{alignedat}{2}\cos 2x&=\left(\cos x\right)^{2}+\left(\left(\cos x\right)^{2}-1\right)&{}={}&2\left(\cos x\right)^{2}-1\\\sin 2x&=2\left(\sin x\right)\left(\cos x\right)&&\\\cos 3x&=\left(\cos x\right)^{3}+3\cos x\left(\left(\cos x\right)^{2}-1\right)&{}={}&4\left(\cos x\right)^{3}-3\cos x\\\sin 3x&=3\left(\cos x\right)^{2}\left(\sin x\right)-\left(\sin x\right)^{3}&{}={}&3\sin x-4\left(\sin x\right)^{3}.\end{alignedat}}}
Bản chất vế trái của đồng nhất thức với cos nx là giá trị của Tn(cos x) - một đa thức Chebyshev.

## Số mũ không nguyên
Công thức de Moivre không chắc chắn đúng khi số mũ không nguyên, do khi một số phức được lũy thừa hóa với số mũ không nguyên, có nhiều hơn một kết quả được thu lại. Ví dụ, với n = 1/2, công thức de Moivre khi được áp dụng cho ra kết quả:
- Với x = 0, công thức tương đương 11/2 = 1 và,
- Với x = 2π, công thức lại tương đương với 11/2 = −1

Điều này xảy ra do 11/2 vừa bằng 1, vừa bằng -1, nên công thức không đúng trong trường hợp này.

## Phát biểu đồng dạng

### Hàm lượng giác hyperbolic
Do cosh x + sinh x = ex, một phát biểu đồng dạng cũng xuất hiện với các hàm hyperbol, rằng với mọi số nguyên n:
{\displaystyle (\cosh x+\sinh x)^{n}=\cosh nx+\sinh nx.}
Nếu n là một số hữu tỉ, khi đó cosh nx + sinh nx sẽ là một giá trị của (cosh x + sinh x)n

### Mở rộng với số phức
Công thức với số phức {\displaystyle z=x+iy} vẫn có dạng:
{\displaystyle (\cos z+i\sin z)^{n}=\cos {nz}+i\sin {nz}.}, khi mà:
{\displaystyle {\begin{aligned}\cos z=\cos(x+iy)&=\cos x\cosh y-i\sin x\sinh y\,,\\\sin z=\sin(x+iy)&=\sin x\cosh y+i\cos x\sinh y\,.\end{aligned}}}

### Ma trận vuông 2x2
Xét ma trận {\displaystyle A={\begin{pmatrix}\cos \phi &\sin \phi \\-\sin \phi &\cos \phi \end{pmatrix}}}, khi đó:
{\displaystyle {\begin{pmatrix}\cos \phi &\sin \phi \\-\sin \phi &\cos \phi \end{pmatrix}}^{n}={\begin{pmatrix}\cos n\phi &\sin n\phi \\-\sin n\phi &\cos n\phi \end{pmatrix}}}
Đẳng thức này có thể được chứng minh bằng phép quy nạp như công thức de Moivre.